# Red Special

Red Special

Red Special (rudý speciál) je elektrická kytara Briana Maye ze skupiny Queen, kterou si Brian v roce 1963 s otcem vlastnoručně sestavil. May hrál s touto kytarou na mnoha albech skupiny Queen, koncertech a dalších představení přes více než 30 let. Název Red Special vznikl z červeno-hnědé barvy, která vznikla poté, co byla kytara natřena několika vrstvami  speciální britskou kutilskou hmotou „Rustin's Plastic Coating“.

## Výroba
Jak bylo zmíněno výše, Red Special byl vyroben Brianem Mayem a jeho otcem Haroldem. Na kytaře začali pracovat v srpnu roku 1963, kdy bylo Brianovi 16 let. Tělo kytary je ze starého stolu a krk je z krbu z 18. století, kterého se Brianova rodina potřebovala zbavit. Proto se také kytaře občas říká „Fireplace“ (krb). Vyrobení a správné vytvarování krku kytary bylo velmi obtížné, protože dřevo bylo již celkem staré a horší kvality. Díky stáří jsou vidět na krku malé cestičky od červotočů.; 
Tělo kytary bylo vyrobeno z dubu, laťovky a mahagonové dýhy. Nakonec tak vznikla poloakustická kytara. Středová deska je přilepena po stranách a překryta mahagonovými pláty tak, aby tělo vypadalo celistvě. Dále kytaru olemoval broušeným kusem poličky. Poté byly přidány 3 snímače a kobylkou přímo na míru. Brian zakoupil sadu snímačů Burns tri-sonic, ale otočil jejich polaritu a obalil cívky zoxidovanou pryskyřicí, aby redukoval mikrofonii. Původně použil vlastnoručně vyrobené snímače, ale nebyl vůbec spokojený se zvukem a tak je vyměnil za tri-sonic.
Tremolo je tvořeno ostřím nožů z tvrzené oceli vytvarované do písmene V a  dvěma pružinami z ventilu motorky kvůli pérovému napětí. Napětí pérování je nastavitelné zavrtáváním šrouby, které prochází středem pružiny dovnitř či ven otvory u zadního připevnění popruhu na kytaře.  

## Specifický zvuk kytary
Zvuk red specialu je velice specifický, protože Brian používá právě Burns Tri-Sonic snímače s otočenou polaritou, kombinaci několika zesilovačů VOX AC30, kytarových efektů a ještě k tomu svého specifického "Brian May zapojení" kde může zapnout a vypnout každý snímač zvlášť a navíc je může samostatně přepnout do out of phase režimu, který dodává právě specifický tón u každého snímače jinak. Mezi efekty patří treble booster, který má na svém pedalboardu 2x, mute 2x, chorus, delay 2x, reverb a někdy i další. Specifickému tónu také napomáhají struny Optima Gold Brian May Signature 24 Karat...struny přidávají výšky, extra čisté tóny a se zvýšenou hodnotou na potenciometru volume i lehký overdrive.

## Další verze kytary
Brian většinou používá originál své kytary Red Special, ovšem od doby, kdy založil vlastní firmu (Brian May Guitars) na jejich výrobu, sem tam použil kopii. Např. ve videoklipech „We Will Rock You“ a „Spread Your Wings“ měl kopii, aby svou kytaru nějakým způsobem nepoškodil.
V roce 2006 firma Brian May Guitars vyrobila model kytary „Mini May“ jako zmenšeninu původního Red Specialu, která obsahovala také 24 pražců, ale žádný nulový. V roce 2007 se na trhu objevila od stejné firmy akustická kytara s názvem „Rhapsody“ pojmenovaná po jedné z písniček skupiny Queen – Bohemian Rhapsody.